# Sigered (roi du Kent)
Pour les articles homonymes, voir Sigered.
Sigered (fl. 762-765) est roi du Kent dans la deuxième moitié du VIIIe siècle.

## Biographie
Le règne de Sigered n'est connu que par deux chartes. La première, datée de 762, est une donation de terres à l'évêque de Rochester Eardwulf, dans la ville même de Rochester. Elle a pour témoin le roi Eadberht II, qui partage donc le pouvoir dans le Kent avec Sigered à cette date,.
La deuxième est un peu plus tardive. Elle enregistre une nouvelle donation à l'évêque Eardwulf, cette fois-ci à Islingham. Un autre roi de Kent y apparaît également, mais il s'agit d'Eanmund et non plus d'Eadberht II. De manière inhabituelle, cette charte donne à Sigered le titre de « roi d'une moitié de la province des hommes kentiques » (rex dimidie partis prouincie Cantuariorum) et non de « roi du Kent » (rex Cantiae),.
Ces deux chartes concernant la partie occidentale du Kent, autour de Rochester, il est vraisemblable que ce soit celle sur laquelle règne Sigered. Son nom se distingue par ailleurs de celui des autres rois de Kent, et suggère un lien avec la famille royale des Saxons de l'Est, dont la plupart des membres ont un nom qui commence par la lettre S,.